# Carole Sinoquet
Carole Sinoquet (née le 7 juin 1975 à Domont) est une athlète française, spécialiste du lancer du marteau. 

## Biographie
Elle remporte deux titres de championne de France du lancer du marteau, en 1995 et 1996.
En 1996, elle améliore à quatre reprises le record de France du lancer du marteau, le portant successivement à 57,06 m, 57,16 m, 57,32 m et 57,54 m.

### Palmarès
- Championnats de France d'athlétisme :
  - 2 fois vainqueur du lancer du marteau en 1995 et 1996.

### Records
| Épreuve           | Performance | Lieu | Date |
| ----------------- | ----------- | ---- | ---- |
| Lancer du marteau | 57,54 m     |      | 1996 |